# Böhlen (Großbreitenbach)
Böhlen ist ein Ortsteil der Landgemeinde Stadt Großbreitenbach im Ilm-Kreis in Thüringen in Deutschland. Böhlen liegt etwa 13 km südöstlich von Ilmenau im Thüringer Schiefergebirge auf einer Hochfläche des linken Schwarzaufers.

## Geografie
Böhlen liegt auf einer Hochfläche zwischen Langem Berg und Schwarzatal in etwa 610 Metern Höhe im südöstlichen Ilm-Kreis am Übergang zwischen Thüringer Wald im Westen und Thüringer Schiefergebirge im Osten. Die Hochfläche selbst bildet sich zwischen den Erhebungen Milchberg (im Norden; 676 m), Große Grube (im Osten; 648 m) und Kirchberg (im Süden; 632 m). Die Hochfläche ist, wie alle übrigen der Region, in Richtung Nordosten geneigt und bildet die Abdachung des Thüringer Schiefergebirges zum Thüringer Becken hin. Die Hochfläche fällt im Nordosten eher flach ins Kurautal, im Osten steil ins Schwarzatal und vom Südosten bis Westen mehr oder minder steil in das Tal des Breitenbach ab.
Der höchste Punkt des Ortes ist mit 675,9 m der Milchberg. Der tiefste Punkt befindet sich an der Gemarkungsgrenze im Schwarzatal mit ca. 395 m.
Um den gesamten Ort herum befindet sich ein verschieden breiter Streifen landwirtschaftlicher Nutzfläche an den sich ein Gürtel aus Waldbestand anschließt. Die Fichte ist vorherrschend. Lediglich im Norden gibt es an den Grenzen zu den Nachbargemeinden keinen Wald. Der Waldgürtel ist im Westen nur wenige Meter breit. Im Tal der Kurau dafür einige hundert Meter.
Böhlen zählt heute noch zu den waldreichsten Orten der Umgebung, denn seit Jahrhunderten umfasst allein der kommunale Waldbestand etwa 290 Hektar. Die Bewirtschaftung des Gemeindewaldes deckt aber heute kaum die Kosten.

### Geologie

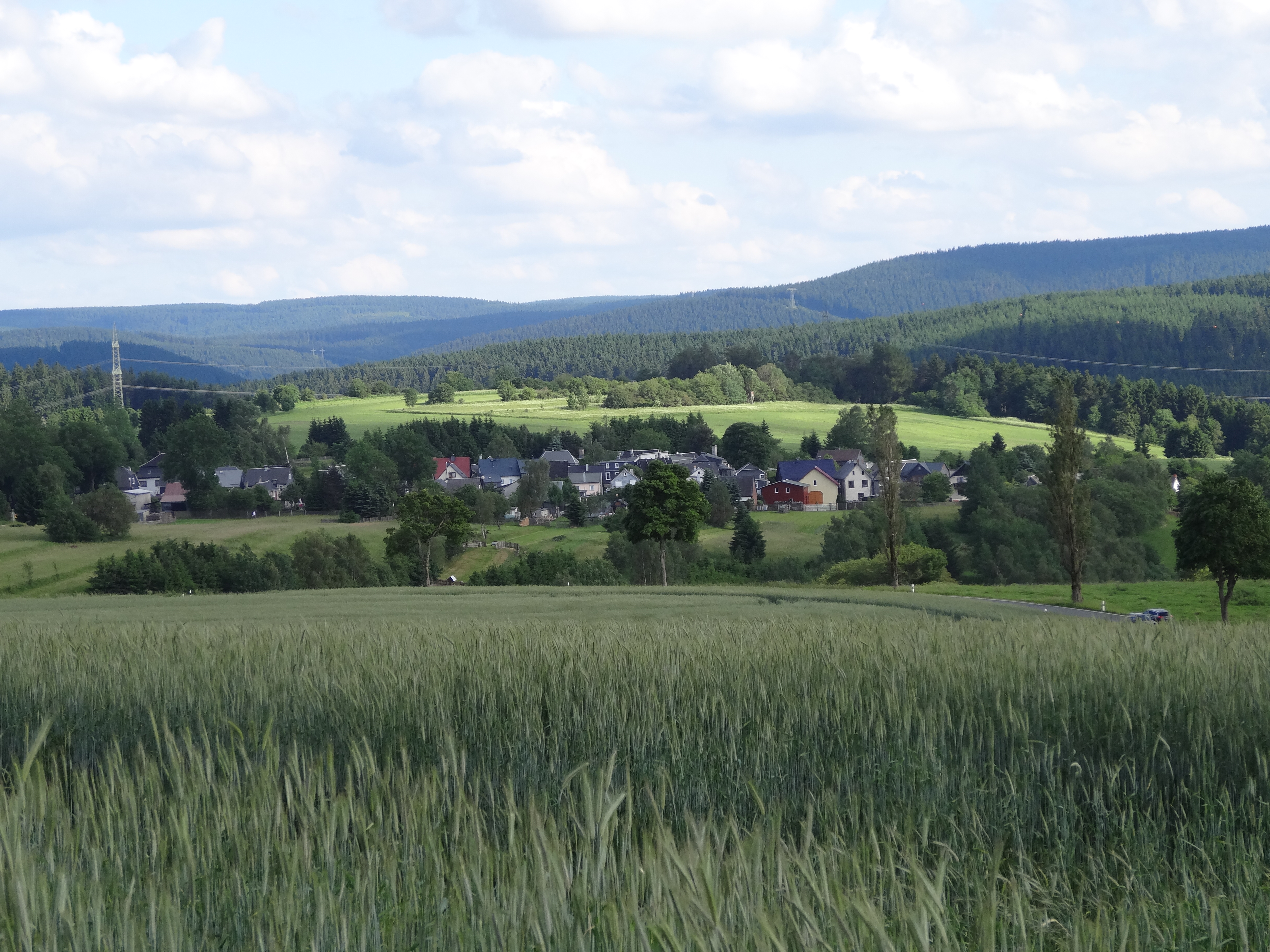
Blick auf Böhlen vom Milchberg

In Böhlen ist die Braunerde als Boden vorzufinden, der jedoch nur dünn über Fels liegt und wenig ertragreich ist. Die Region stellt die Grenze zwischen dem Rotliegendem (Zechstein) in Richtung Nordwesten und Tonschiefer im Südosten der Gemarkung dar. Der Ort ist gekennzeichnet durch die Lage innerhalb des Schwarzburger Sattels. Als Gesteine sind vorrangig präkambrische Tonschiefer und Grauwacken zu finden. Im nackten Fels an der Straße zwischen Böhlen und Schwarzmühle liegen die Kernzonengesteine des Thüringer Schiefergebirges offen, das sind insbesondere Phyllite und Quarzite. Diese Gesteine zählen zu den ältesten des Thüringer Schiefergebirges und sind über 600 Millionen Jahre alt. Im Schieferfels befinden sich Kupfererzgänge.
Böhlen liegt auf einem Gebiet eines Quellhorizontes. Dies weisen die vielen ehemaligen Viehtränken und Quellen im Ort selbst und am Ortsrand nach. Einige Quellen werden noch heute zur Betriebswassergewinnung genutzt. Alle Quellen und Bäche Böhlens entwässern in den Fluss Breitenbach und in die Schwarza.

### Nachbarorte
Die Gemarkung Böhlen liegt im südöstlichen Zipfel des Ilm-Kreises und grenzt im Süden, Westen, Norden und Nordosten an drei weitere Orte dieses Kreises, nämlich an Großbreitenbach, Friedersdorf und Wildenspring. Im Osten grenzt die Gemarkung an Mellenbach-Glasbach und Meuselbach-Schwarzmühle im Landkreis Saalfeld-Rudolstadt.

### Klima
Das Klima in Böhlen ist auf Grund der Höhenlage recht rau. Der vorherrschende Klimatyp ist das Mittelgebirgsklima mit kühlen Sommern und schneereichen Wintern. Die mittlere Jahrestemperatur liegt bei circa 5,5 °C. Böhlen liegt in einer Region großer jährlicher Niederschlagsmengen. Diese liegen im Schnitt bei 900 bis 1000 Litern. Durch die beiden Talsperren Schönbrunn und Goldisthal gibt es vermehrt Nebel der zwischen Langem Berg und den Höhenzügen entlang des Rennsteigs hängen bleibt.

## Geschichte

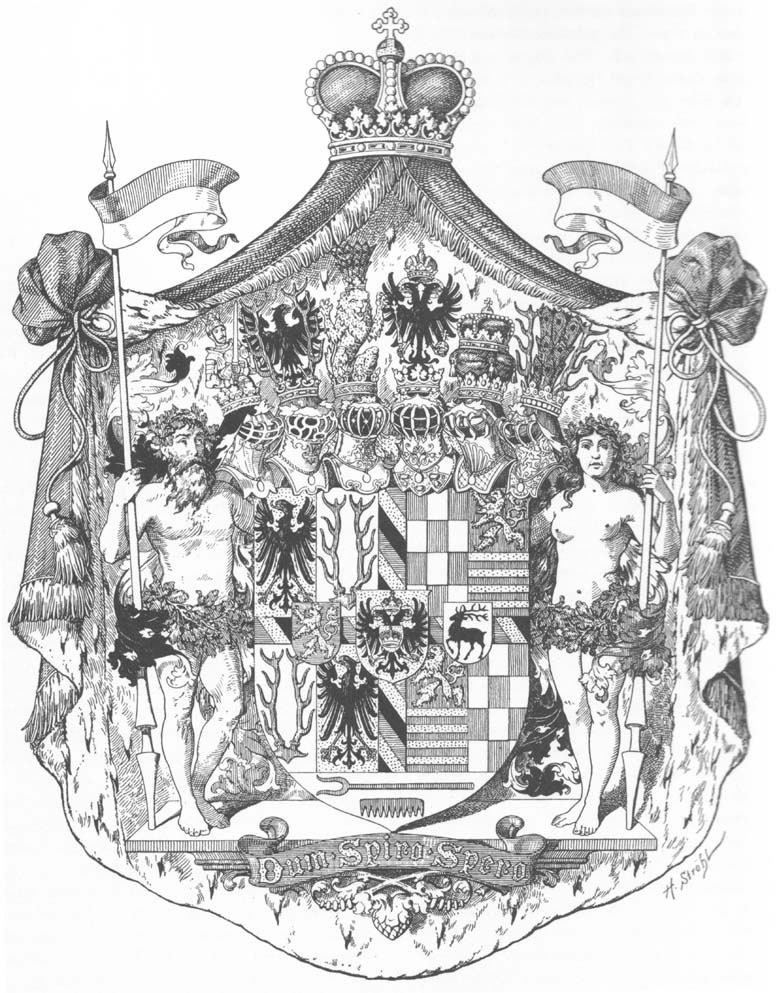
Wappen des Fürstentum Schwarzburg-Rudolstadt

Direkt im Ort oder der Gemarkung gibt es keine Hinweise auf steinzeitliche oder bronzezeitliche Anwesenheit von Menschen. In der Region gibt es jedoch zahlreiche Hinweise auf die frühe Anwesenheit von Menschen. In der Bronzezeit ist ein erster Kontakt von Menschen mit den reichen Kupfererzvorkommen nicht unwahrscheinlich. Zur Latènezeit verbreiteten sich die Kelten ab etwa 450 v. Chr. auch in die Regionen der Mittelgebirge Thüringens und Sachsens. Den in der Metallurgie den Römern deutlich überlegenen Kelten sind die Kupfervorkommen am Kirchberg wahrscheinlich nicht verborgen geblieben. Das Zurückdrängen der Kelten durch einwandernde germanische Stämme sorgte mit großer Sicherheit zu einem Verlassen der Region, denn die Germanen bewohnten die Mittelgebirge nur bis etwa 300 m. Erst durch die nachfolgenden Slawen ist wieder eine Anwesenheit der Menschen in dieser Mittelgebirgsregion, besonders durch Flurnamen, nachweisbar. Böhlen wurde neueren Forschungen zufolge wahrscheinlich im hohen Mittelalter, spätestens zum Ende des 12. Jahrhunderts, als slawische Siedlung gegründet. Zunächst bestand der Ort aus 10 Hofgütern. Der Ort wurde 1416 erstmals urkundlich als Belin erwähnt.
Die ersten Ansiedlungen sind in der unteren Ortsmitte zu vermuten. Die heute nahe der heutigen Ortsmitte stehende Kapelle oder Kirche befand sich zu dieser Zeit am oberen Ende des Ortes in direkter Nachbarschaft des heutigen Pfarrhauses, Hausnummer 110. Ursprünglich war Böhlen ein planmäßig angelegtes Waldhufendorf bei dem sich die Bebauung vom damaligen Ortskern (Hausnummer 74) aus entlang des Viehberges und des Dorfbaches ausdehnte. Später wurde die Bebauung in Richtung Mühlberg, einer weiteren Talmulde ausgedehnt. Bereits Anfang des 14. Jahrhunderts gab es eine deutsche Kolonisation und Durchmischung mit den ursprünglichen slawischen Siedlern. Aus dieser Zeit resultiert die noch heute nachweisbare Hofgelängeflur für die Güter. Im Jahre 1416 waren die ursprünglichen 10 Güter bereits in 20, unterschiedlich große, Güter geteilt. Am Ende des 19. Jh. entstanden quer zur typischen Ortszeile erste weitere Straßen, deren Bebauung am Ende des 20. Jh. vorerst ein Ende fand. Nach Einführung der Stallfütterung war die Weidefläche auf dem Anger weniger von Bedeutung, sodass im 18./19. Jahrhundert dieser auch zur Bebauung genutzt wurde, einzelne Häuser sind noch in der sogenannten „mittleren Zeile“ vorhanden und teilen den Dorfanger.
In der Ersterwähnungsurkunde von 1416 wird bereits ein Müller erwähnt. Es ist deshalb davon auszugehen, dass Böhlen zu dieser Zeit bereits eine eigene Mühle besaß. Der Standort ist nicht bekannt, wird aber westlich des Ortes am heutigen Mühlberg vermutet.
Seit der frühesten Gründung wurde im Dorf Flachs angebaut. Nachweislich gibt es seit dem Jahr 1533 Bergbau in Böhlen. Im Ort wurde neben Bismut und Blei vor allem Kupferkies abgebaut und zu Kupfer weiterverarbeitet (weitere Gruben in und um Böhlen: ein Goldwaschwerk am Kuraubach wird 1616 als „goldt seufen an der Schwartze“ erwähnt, 1615 und 1688 werden eine bestehende Anlage eines Schwefel- und Vitriolwerks mit Hütte erneuert). Im 16. Jahrhundert gab es in Böhlen sogar ein Bergamt. Das Kupfer wurde am Kirchberg abgebaut. Durch den Bergbau erlebte die Gemeinde einen nicht unerheblichen Aufschwung, welcher sich in der Bergfreiheit aus dem Jahr 1533 nachweisen lässt, in der Graf Heinrich XXXIV. von Schwarzburg den Böhlener Bürgern erhebliche Vergünstigungen und Vorrechte einräumt. Diese waren vielfältig und erlaubten im Besonderen die Jagd, Fischerei im Fluss Breitenbach, Brau-, Back-, Schank- und Marktrecht. Diese Bergfreiheit stellt eine Besonderheit im Fürstentum dar, denn ähnliche Bergfreiheiten besaßen damals Städte wie Freiberg oder Schneeberg. Der Ort war zu dieser Zeit mit einem Marktflecken oder einer kleinen Stadt vergleichbar. Dies führte nachweislich zu Problemen mit dem Nachbarort Großbreitenbach, denn in der Urkunde wird ausdrücklich darauf hingewiesen, dass die umliegenden Märkte, Flecken und Städte nicht benachteiligt werden dürfen. In der Bergfreiheit wurde die Hälfte des Steinberges zur Holznutzung freigegeben. Außerdem erhielten die Bergwerke 2 Jahre umsonst Kohlen zum Schmelzen. Aus dieser Zeit stammt wahrscheinlich auch das Recht zur Nutzung der Waldwiesen im Steinberg. Der Böhlener Hirte führte noch bis in die 1960er-Jahre das Vieh dorthin. Mit den Vergünstigungen im Bergbau kamen wahrscheinlich viele Einwanderer nach Böhlen. Neben dem Bergbau spielte das Weberhandwerk eine große Rolle im Ort.
In den Jahren 1610 und 1611 wütete in der Gegend die Pest, von der Böhlen, aber besonders Wildenspring, stark betroffen waren. Der Dreißigjährige Krieg traf den Ort sehr hart. Zwar mieden die Böhlener Einwohner während einer Phase des Krieges 14 Tage ihren Ort, um ihn vor der Entdeckung und der einhergehenden Zerstörung zu bewahren, hatten damit jedoch keinen Erfolg. Hunger, Krankheiten und Plünderungen ließen die Einwohnerzahl auf etwa 500 schrumpfen. Die vorangegangene Wohlstandsphase der Bergbauzeit wurde dadurch beendet. Der Ort erholte sich danach aufgrund des Silber- und Kupferbergbaus sowie der Weberei aber rasch.
Im Jahre 1718 und/oder 1721 gab es ein großes Feuer im oberen Ort bei dem einige Häuser vernichtet wurden. Das Kirchengebäude konnte dabei gerettet werden. Im Jahre 1778 wurde der Ort von einer Feuersbrunst heimgesucht, der 4 Häuser und 5 Scheunen zum Opfer fielen. Bereits 24 Jahre später, 1802, traf den Ort eine weitere Brandkatastrophe, wobei 4 Häuser mit Hintergebäuden und 7 Scheunen abbrannten. Am 2. Oktober 1867 ereilte den Ort das bis heute größte Brandunglück. Ein kleines Mädchen verursachte beim Spielen einen Scheunenbrand nahe der Ortsmitte. Bis in die Nacht tobten die Flammen und vernichteten insgesamt 95 Gebäude im Ort, davon 31 Wohnhäuser. Weitere Brände ereigneten sich in den Jahren 1905 in der ehemaligen Möbelfabrik, im Jahre 1913 als vier Wohnhäuser im oberen Ort vernichtet wurden und im Jahr 1921 als der größte Teil des Sperrholzwerkes vernichtet wurde.
Aufgrund der Industrialisierung und den Folgen der politischen Umbrüche von 1848/49 erlebte Böhlen mehrere Auswanderungswellen im 19. Jahrhundert. In der Zeit zwischen 1834 und 1870 suchten so mehrere hunderte Menschen in Brasilien und in Nordamerika eine neue Heimat und eine bessere Zukunft. Ein außergewöhnliches und auch überregional einmaliges Kapitel stellt hierbei die Gruppenauswanderung vom 8. März 1852 dar. Nach „Tumulten und Unruhen“ im Sommer 1851 verließen 155 Personen, 13,6 % der Dorfbevölkerung, den Ort. Auf drei Schiffe verteilt, segelten sie in 53 Tagen von Hamburg aus nach Rio de Janeiro.
In Brasilien wurden die Auswanderer auf Kaffeeplantagen im Staate Rio de Janeiro untergebracht. Als Angestellte eines Plantagenbesitzers arbeiteten sie als Kaffeepflücker zum Ersatz von Sklaven.
Neben dem Bergbau und der Weberei gab es weiterhin eine große Zahl verschiedener Handwerksberufe und Händler die im gesamten deutschsprachigen Raum handelten. Es gibt in den Kirchenbüchern hierüber interessante Berichte über auswärts verstorbene Händler.
Im Jahr 1856 gab es in Böhlen nachweislich 2 Schleifmühlen für die Bergwerke. Berthold Sigismund erwähnt im Jahr 1862 in Böhlen 3 Mühlen, 1 Schneidmühle und einen Gasthof. Außerdem gab es 104 Handwerker, 2 Färbereien, 2 Krämer, eine Sackfabrik und einen Laboranten.
1910 wurde die zentrale Trinkwasserversorgung des Ortes durch die Firma Gockenbach aus Arnstadt fertiggestellt. Die Gemeinde wird seitdem aus Quellen vom Langen Berg versorgt. Ab 1911 erzeugte Albert Voigt auf seinem Grundstück, Ortsstraße 26, den ersten elektrischen Strom und versorgte bis 1918 nach und nach den gesamten Ort. 1928 wurde die Gemeinde mit Stadtgas versorgt, was besonders der Glasbläserei sowie der Thermometerherstellung förderlich war.
1910 erfolgte der Bau des Schulgebäudes in nur 6½-monatiger Bauzeit. Die Maurerarbeiten führten italienische Wanderarbeiter aus. Es war mit einer Niederdruck-Dampfheizung ausgestattet. Im Keller befanden sich Wannenbäder und Duschen für die Bevölkerung. In den Jahren 1972 bis 1975 wurde das Gebäude im Rahmen der Schöner unsere Städte und Gemeinden – Mach mit!-Bewegung durch eine Mehrzweckhalle mit Zwischenbau erweitert. 1994 wurde der Schulbetrieb aufgelöst und das Gebäude beherbergt heute die Gemeindeverwaltung, eine Kindertagesstätte und Vereinsräume.
Mit der erzwungenen Kollektivierung der Kleinbauern in den Jahren 1958 bis 1960 verschwanden die für die Region typischen und sehr häufig zu findenden Heckenlandschaften in Streifenfluren. Einige dieser Strukturen sind noch beispielhaft erhalten. Dabei kann man erkennen, dass große Teile dieser Hecken auf Lesesteinwällen entlang der alten Flurgrenzen vermutlich spontan aufgewachsen sind.
In den Jahren 2006 bis 2009 wurde die Ortsdurchfahrt saniert und umgebaut. Der für Böhlen charakteristische Verlauf dieser Ortsdurchfahrt, bei dem die Straße breiter und schmaler wird, dabei die Verkehrsführung weniger im Vordergrund steht, ging teilweise verloren. Der fließende Übergang zwischen öffentlichen und privaten Flächen ist nur noch teilweise vorhanden. Der vielfach vor den Häusern gelegene Raum des Wohnens und Arbeitens wich Straße und Bürgersteigen.
Bis 1920 gehörte Böhlen zum Amt Königsee der Oberherrschaft des Fürstentums bzw. Freistaats Schwarzburg-Rudolstadt. Zwischen 1920 und 1952 gehörte der Ort zum Landkreis Arnstadt, von 1952 bis 1994 zum Kreis Ilmenau und schließlich seit 1994 zum Ilm-Kreis.
Böhlen gehörte ab 1994 zur Verwaltungsgemeinschaft Großbreitenbach. Mit Auflösung dieser am 1. Januar 2019 wurde Böhlen ein Ortsteil der Landgemeinde Stadt Großbreitenbach.

### Religionen

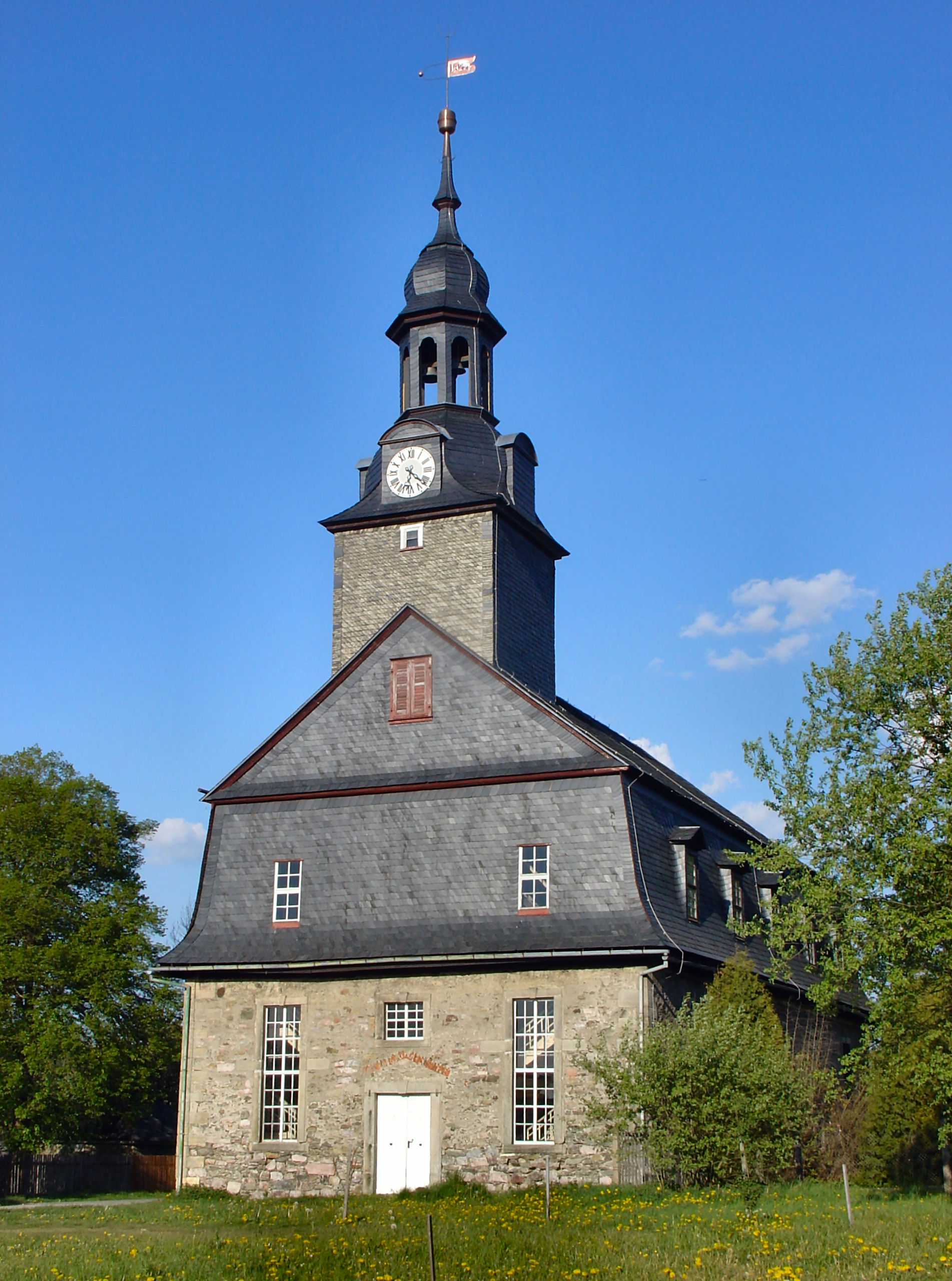
Kirche St. Anna (Westansicht)

Etwa 50 % der Bevölkerung gehören der Evangelisch-Lutherischen Kirche an. Der übrige Teil ist überwiegend konfessionslos.
Es ist nicht bekannt, wann das erste Gotteshaus in Böhlen gebaut wurde. Nach Hannappel wird 1472 der Graf von Schwarzburg als Patron einer ersten Pfarrei in Böhlen, zugehörig dem Sedes (lat. Sitz) Alkersleben, erwähnt. Ab wann die Heilige Anna als Kirchenpatronin genannt wird, ist nicht bekannt. Sie gilt als Mutter der Gottesgebärerin Maria. Als erster Papst nannte Innozenz III. (gest. 1216) die Namen der Eltern Marias: Anna und Joachim. In der Bildenden Kunst verbreitete sich die Darstellung der Heiligen in Andachtsbildern als Anna selbdritt. Während der vorreformatorischen Zeit spielte die Annenverehrung eine große Rolle. So bezeugt u. a. der Gebrauch des so genannten „Annenwassers“ die Beliebtheit der Heiligen im Alltag der Gläubigen. Im Zusammenhang mit dem Ausgang des 15./Anfang des 16. Jahrhunderts im Ort betriebenen Bergbau ist die Tatsache, dass Anna auch als Patronin von Bergwerksbruderschaften auftritt. Ein Christian Meltzer berichtet in einer Schneeberger Chronik, man habe Anna für eine „Ertzmacherin“ gehalten (Dörfler-Dierken). Ein zeitgenössischer sächsischer Bergwerksspruch lautete: „S. Annam rufte an der Sachs/Sieh zu, darauf erzeigt sich stracks/Der Silberberg noch heutigs Tags/Wer d'Wahrheit leugnen will, der wags“ (Dörfler-Dierken). Während des Bauernkriegs organisierten sich unter der Führung von Jacob Scherff aus Stadtilm auch Aufständische u. a. aus Böhlen in einem „evangelisch brüderlichen Bund“ (EINICKE). Sie zogen am 23. April 1525 nach Stadtilm, um die Wegführung der wertvollen Kleinodien des Stadtilmer Klosters durch Graf Günther XXXIX. von Schwarzburg zu verhindern. Am 24. und 26. April 1525 forderten sie die sowohl zur schwarzburgischen Oberherrschaft gehörige Stadt Blankenburg als auch das hennebergische Ilmenau auf, die „zwolf artickel, so die Swartzwallen pauren“ haben ausgehen lassen, anzunehmen (GRAUPNER). Den gemäßigten Kräften des Arnstädter Haufens gelang es unter der Führung ihrer Hauptleute Hans Baur aus Ilmenau und Jacob Scherff, das Eindringen radikaler Einflüsse weitestgehend zu verhindern. Trotz dieser versöhnlichen Haltung blieb auch in diesem Aufstandsgebiet nach der Schlacht bei Frankenhausen (15. Mai 1525) und der Hinrichtung von Thomas Müntzer (27. Mai 1525) ein furchtbares Strafgericht der Territorialherren nicht aus. Verhöre, zahlreiche Hinrichtungen in Arnstadt und Rudolstadt und Auflagen an Geldbußen waren für die Feudalherren die Methoden, um die aufrührerischen Massen zum Gehorsam zu zwingen und ihre Unterwerfung unter weltliche und geistliche Obrigkeit erneut zu sichern (KOBUCH). Mitte des 16. Jahrhunderts erreichte die Reformation 1542 mit dem ersten evangelischen Pfarrer, den Ort. Die Kirche erlangte über den Ort hinaus an Bedeutung, erkennbar an der Tatsache, dass im Jahre 1535 die Gemeinden Gillersdorf und Friedersdorf zur Pfarrei Böhlen geschlagen wurden. Erst 1756 wurden Friedersdorf und Gillersdorf selbstständige Kirchgemeinden, während Wildenspring noch heute zur Pfarrei Böhlen gehört.
Der Vorgängerbau des heutigen massiven barocken Gotteshauses (DEHIO) (vermutlich die Kapelle der Heiligen Anna) wurde 1821 abgetragen. Die jetzige einschiffige Saalkirche wurde in den Jahren 1821 bis 1822 erbaut und im Herbst 1823 geweiht. Der spätgotische Flügelaltar wird nach Lehfeldt und Sigismund mit seinen Resten von Heiligenfiguren dem Meister des Meckfelder Altars der Saalfelder Schnitzwerkstatt zugeschrieben. Zur Ausstattung der ersten Kirche gehörten auch liturgische Geräte wie ein Pestkelch und die Büsten auf der Empore hinter dem Altar. Die Fertigstellung des Turmes erfolgte 1862. Die originalen Bronzeglocken wurden 1915 abgenommen und zu Rüstungszwecken eingeschmolzen. 1922 wurde das Geläut durch Stahlglocken ersetzt, die allerdings aufgrund ihres höheren Gewichtes während ihres Betriebes das Kirchengebäude schädigen. Von 1993 bis 1997 wurden umfangreiche Sanierungsarbeiten an der Bausubstanz durchgeführt. Die unter Denkmalschutz stehende Orgel von Johann Michael Holland auf der zweiten Empore wurde im Jahr 2001 grundhaft restauriert. Erwähnenswert ist, dass die Orgel auch heute noch auf g1 = 447,5 Hz gestimmt ist. Nachdem bereits im Jahre 1950 der Kirchturm saniert und neu beschiefert wurde, fanden in den Jahren 2006/07 weitere Sanierungen des oberen Turmteils statt. Dabei wurden neben einer neuen Beschieferung Teile des Fachwerks und der Holzkonstruktionen erneuert. Gleichzeitig wurden ein neuer Turmknopf mit neuer Wetterfahne aufgesetzt und neue Zifferblätter für die Uhr angebracht. Das Gotteshaus ist heute in einem dringend renovierungsbedürftigen Zustand. Die Kosten dafür werden auf ca. 275.000 Euro geschätzt.

### Einwohnerentwicklung

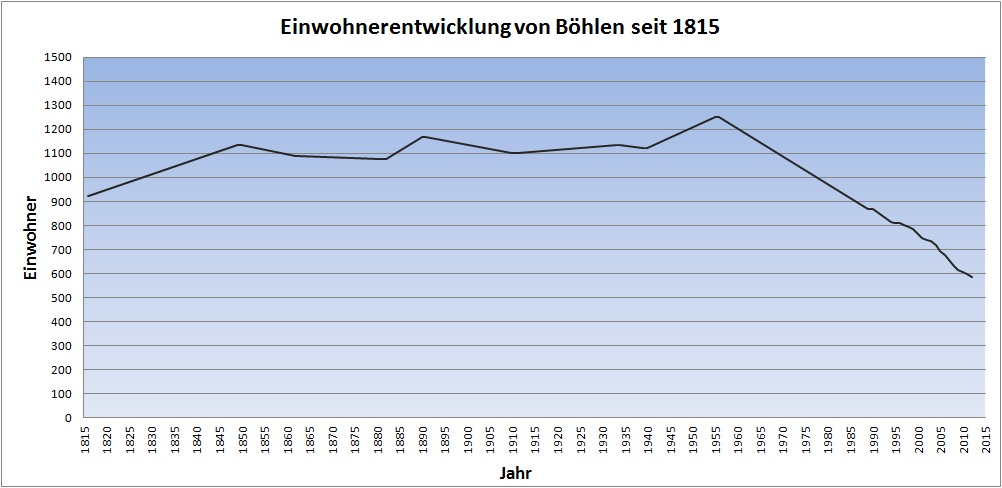
Einwohnerentwicklung von Böhlen 1815–2012

Die Einwohner Böhlens sind zum großen Teil älter als 40 Jahre. Der Anteil der über 60-Jährigen liegt bei über einem Drittel. Aufgrund der Abwanderung junger Leute ist eine Überalterung der zurückbleibenden Bevölkerung im Gange. Im Jahre 2007 war Böhlen nach einer statistischen Erhebung von einem hohen Rentner- und Arbeitslosenanteil geprägt. Durch die Bildung der Landgemeinde Stadt Großbreitenbach werden seit dem Jahr 2019 keine Einwohnerzahlen für den Ort Böhlen veröffentlicht.
| Jahr | Einwohner | Häuser |
| ---- | --------- | ------ |
| 1815 | 924       |        |
| 1823 | 964       | 256    |
| 1843 | 1.177     |        |
| 1849 | 1.134     | 154    |
| 1862 | 1.090     | 159    |
| 1881 | 1.077     |        |
| 1890 | 1.168     | 146    |

| Jahr | Einwohner | Häuser |
| ---- | --------- | ------ |
| 1910 | 1.102     |        |
| 1933 | 1.136     |        |
| 1939 | 1.124     |        |
| 1955 | 1.250     |        |
| 1989 | 870       |        |
| 1994 | 814       |        |
| 1995 | 810       |        |
| 1996 | 813       |        |
| 1997 | 793       |        |
| 1998 | 790       |        |
| 1999 | 777       |        |

| Jahr | Einwohner | Häuser |
| ---- | --------- | ------ |
| 2000 | 748       |        |
| 2001 | 744       |        |
| 2002 | 739       |        |
| 2003 | 730       |        |
| 2004 | 705       |        |
| 2005 | 686       | 218    |
| 2006 | 666       |        |
| 2007 | 644       |        |
| 2008 | 620       |        |
| 2009 | 607       |        |

| Jahr | Einwohner | Häuser |
| ---- | --------- | ------ |
| 2010 | 602       |        |
| 2011 | 584       |        |
| 2012 | 576       |        |
| 2013 | 569       |        |
| 2014 | 568       |        |
| 2015 | 560       |        |
| 2016 | 553       |        |
| 2017 | 542       |        |
| 2018 | 537       |        |

## Politik

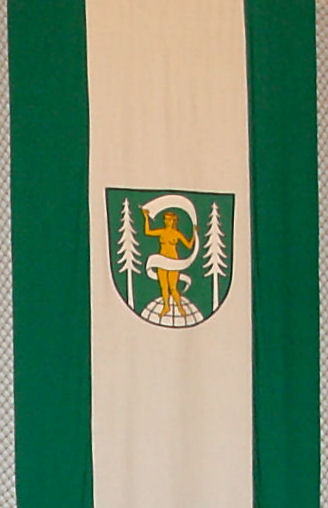
Offizielles Wappen auf der Gemeindefahne

### Ehemaliger Gemeinderat und Bürgermeister
Der Rat der Gemeinde Böhlen bestand aus 8 Ratsfrauen und Ratsherren.
Die letzte Kommunalwahl fand am 25. Mai 2014 statt.
Der letzte ehrenamtliche Bürgermeister wurde am 5. Juni 2016 gewählt.
Der ehemalige Gemeinderat und der ehemalige Bürgermeister blieben bis zum 26. Mai 2019 im Amt.

### Wappen
Das Wappen wurde am 3. April 1995 durch das Thüringer Landesverwaltungsamt genehmigt.
Blasonierung: „In Grün eine auf einer wachsenden silbernen Weltkugel stehende nackte goldene Frau, ein silbernes Band über ihren Kopf und um ihren Körper schwingend, beseitet von je einer silbernen Fichte.“
Die goldene Fortuna auf der silbernen Weltkugel wird begleitet von zwei silbernen Fichten. Während die Darstellung der Fortuna als Siegelmotiv in der Gemeinde mindestens bis ins 18. Jh. zurückgeht, deuten die Bäume auf die Lage der Gemeinde im Thüringer Wald hin.
Das Wappen wurde vom Heraldiker Frank Diemar gestaltet.
Die offiziellen Farben des Ortes sind Grün und Weiß. Auf der Gemeindeflagge sind diese in senkrechter Form folgender Reihenfolge zu finden: Grün – Weiß – Grün, die Breiten betragen ca. 1/4 – 2/4 – 1/4. Auf dem weißen Untergrund befindet sich das Wappen.

### Ortspartnerschaften
Seit 1991 besteht eine Partnerschaft mit der Gemeinde Hohenahr in Hessen.

## Kultur und Sehenswürdigkeiten

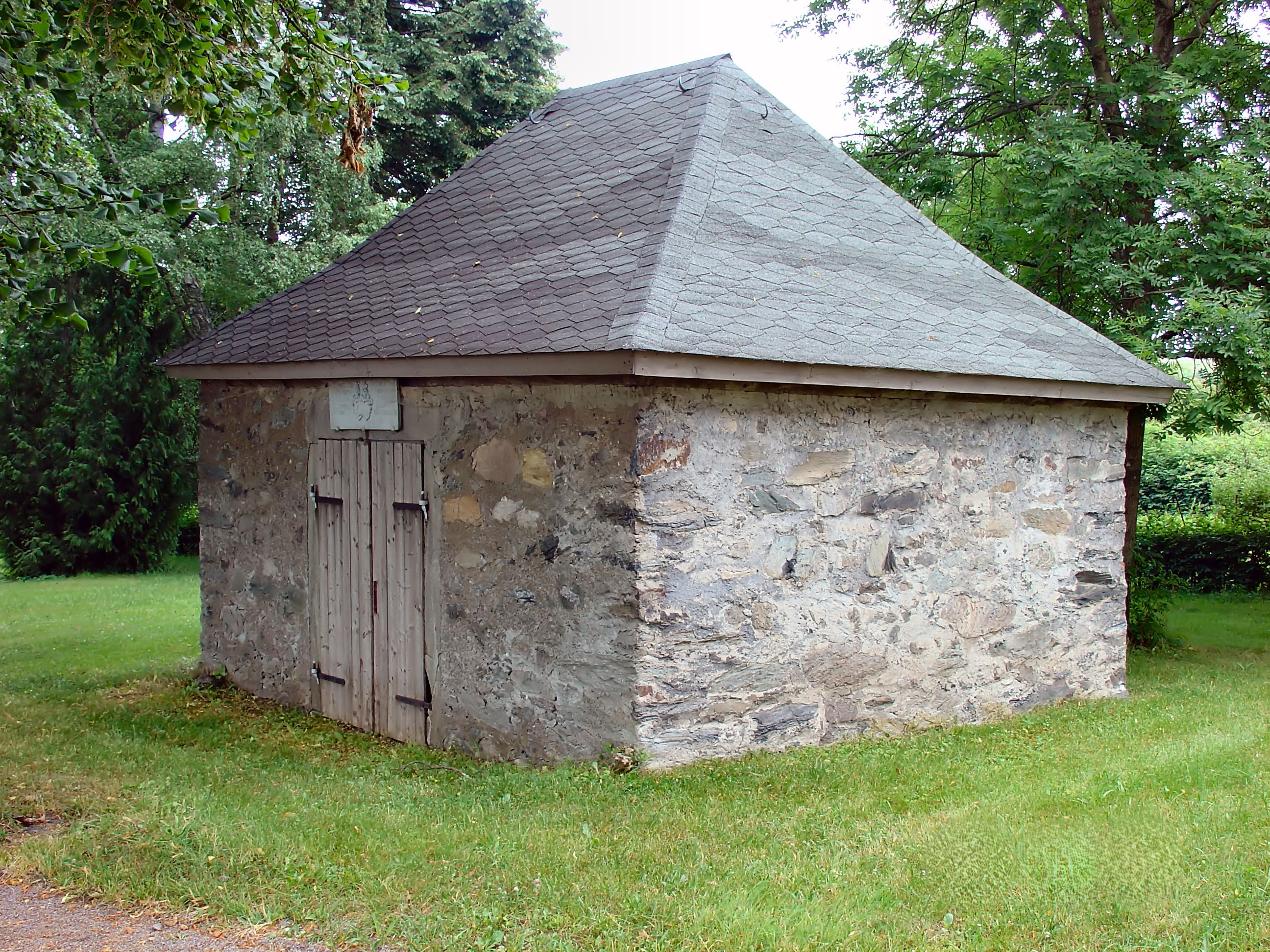
Familiengruft der von Holleben auf dem alten Friedhof

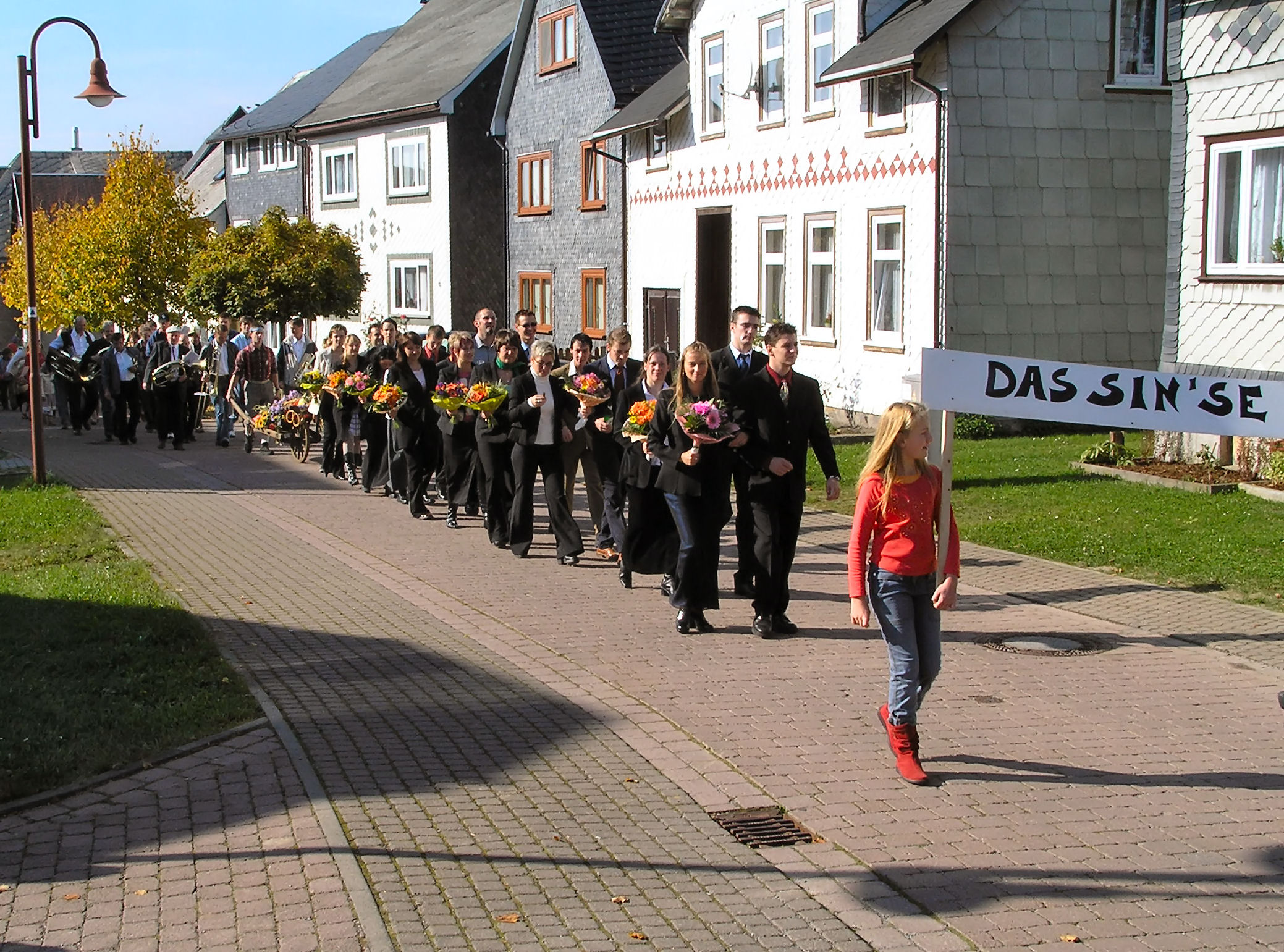
Umzug zur Kärmse, jährlich im Oktober

Sehenswert ist die Dorfkirche St. Anna.
Die 648 m hohe unbewaldete Große Grube ist leicht über Fußwege zu erreichen und bietet eine gute Aussicht über den Ort und die Region.

### Vereine
Nachweislich gibt es seit dem Ausgang des 19. Jahrhunderts ein reges Vereinsleben im Ort. Dabei fanden sich die Böhlener selbst in schweren Zeiten zusammen, um gemeinsam Sport zu treiben, Theater zu spielen usw.
Heute gibt es in Böhlen folgende Vereine:
Abendsonne e. V., Bellre Kärmse e. V., Blauer Anker e. V., Böhlener Carneval-Verein e. V. (BCV), Bürger für Böhlen e. V., Computer Club Böhlen (CCB), Deutsches Rotes Kreuz Ortsgruppe Böhlen (Deutsches Rotes Kreuz Kreisverband Arnstadt e. V.), Freiwillige Feuerwehr Böhlen e. V., Fremdenverkehrsverein Böhlen e. V., Gesangverein Böhlen e. V., Kleingärtnerverein Pflanzländer Böhlen e. V., Rassegeflügelzuchtverein Böhlen e. V., SV „Fortuna“ Böhlen e. V., Thüringerwald-Verein 1880, Zweigverein Böhlen e. V., Thüringische Sommerakademie e. V.

### Sport
Ende des 19. Jh. wurden in Böhlen zwei Turnvereine gegründet: der Verein „Frei Heil“ und der Arbeitersportverein „Rot Sport“. 1920 wurde der Radfahrverein „Waldeslust“ gegründet. 1928 (1938?) wurde im Tal der Kurau die Sprungschanze des Böhlener Wintersportvereins erbaut. 1929/30 wurden ein Fußball- und ein Handballverein gegründet. Nach dem Zweiten Weltkrieg wurden die sportlichen Aktivitäten zuerst in der Sportgemeinschaft „Einheit Böhlen“, später dann in der Betriebssportgemeinschaft „Aufbau Böhlen“ zusammengefasst. Nach der Wende wurde im Jahr 1997 der Sportverein „Fortuna Böhlen“ gegründet, mit den Sektionen Fußball, Kegeln und Gymnastik. Die Sektion Kegeln gibt es heute nicht mehr. Es existierte je eine Kegelbahn im Gasthaus zur „Schönen Aussicht“ und im Gasthaus „Zur Linde“. 1962 wurde letztere renoviert und neu eröffnet. Nach der Wende war das Gebäude im Besitz der Treuhand und verfiel zunehmend. Heute befindet es sich in Privatbesitz, die Kegelbahn wird nicht mehr genutzt.
Berühmte Sportler oder Sportlerinnen kommen nicht aus Böhlen. Jedoch konnten und können Sportvereine der Region auf gute Sportler aus Böhlen zählen. Die Olympiazweite im Speerwurf 1976 in Montreal Marion Becker, geb. Ebert, verbrachte ihre Kindheit in Böhlen.

### Regelmäßige Veranstaltungen
Jährlich, meist in der 3. Woche im Oktober, findet die Kärmse (Dialekt für Kirchweih) im Ort statt. Interessanter Brauch der Böhlener ist es dabei, am Montag nach dem ersten Kirmeswochenende ein sogenanntes Kartoffelbraten durchzuführen. Vereine, Freundeskreise oder Familien machen an angestammten Plätzen ein Kartoffelfeuer, in dessen Glut rohe Kartoffeln geworfen werden und welche anschließend verzehrt werden.
Weiterhin findet jährlich am Wochenende vor Aschermittwoch der traditionelle Fasching des Böhlener Carneval Verein e. V. statt. Der Verein ist einer der wenigen Karnevalvereine der Region, der am Rosenmontag ein Programm mit anschließendem Tanz durchführt.
Von 1992 bis 2021 fanden jährlich im Sommer Kunstkurse in der ehemaligen Thermometerfabrik, veranstaltet von der Thüringischen Sommerakademie, statt. Schwerpunkte der Kurse waren dabei Musik und bildende Kunst, ergänzt durch weitere Workshops.
Die Böhlener Kirche war schon öfter Konzertsaal des Thüringer Orgelsommer.

## Wirtschaft
In früheren Zeiten lebten die Böhlener vom Bergbau, Ackerbau, der Viehzucht und vom Holzeinschlag. Mit dem Anbau von Flachs, der auf den Hochflächen gut wuchs, gewann die Leineweberei enormen Aufschwung. Im 17. und 18. Jahrhundert lieferten die Leineweber der Region große Mengen nach Großbreitenbach. Am 19. August 1739 erkämpften die Böhlener, Wildenspringer und Friedersdorfer schließlich ihre eigenen Innungsrechte. Dies führte wahrscheinlich zu einer weiteren Expansion des Gewerbes. Die im 19. Jahrhundert einsetzende Industrialisierung führte allerdings zu einer schnellen Verarmung des Weberhandwerks (siehe auch: Geschichte).
Der Bergbau führte zur Errichtung von 2 Hüttenwerken im Tal des Breitenbach. Das Tal glich zu dieser Zeit einem kleinen 'Industriekomplex' der sogar befestigte Wege besaß. Durch die Knappschaft der Böhlener Bergleute wurde am Ausgang des Tales an der Mündung des Breitenbach in die Schwarza eine Mühle errichtet. Der Ortsname Schwarzmühle bezieht sich wahrscheinlich auf diese Mühle.
Bereits im Mittelalter besaß Böhlen mehrere Mühlen, was eine Besonderheit für die Region darstellt. Bis ins 19. Jahrhundert gab es in Böhlen eine große Anzahl Handwerker. Besonders sind dabei die Holzbe- und verarbeitung zu nennen, sowie eine Reihe von Schmiedebetrieben, die unter anderem auch Beile, Waffen und Sägen fertigten.
Die Landwirtschaft spielte seit Mitte des 19. Jh. keine bedeutende Rolle mehr für den Ort. Diese diente nur noch als Nebenerwerb und war zum Teil auf Subsistenz ausgerichtet. Heute werden die Ackerflächen von Genossenschaften unter Pacht bewirtschaftet oder sie liegen brach.
In Böhlen wurde die erste Sperrholz-Fabrik weltweit durch Herrn Bruno Harras im Jahre 1858 gegründet. Neben Sperrholz wurde hier eine besondere Form der Spanplatte produziert, in die Ornamente und Bilder gepresst wurden und von einer Schnitzerei kaum zu unterscheiden waren. Die Firma nahm an der Weltausstellung in Chicago im Jahr 1893 teil. Es wurden nicht nur die eigenen Entwicklungen vorgestellt, sondern auch der Empfangssaal des deutschen Pavillons ausgestattet und gebaut. Ein Brand im Jahr 1921 vernichtete diese Fabrik; dabei kam der damalige Bürgermeister ums Leben. Sie wurde danach wieder errichtet und 1930 über 20 Wochen bestreikt, was dazu führte, dass sie schließen musste. 1937 wurde die Sperrholzfabrikation wieder aufgenommen. 1948 wurde der Betrieb verstaatlicht.
An der Brandstätte einer älteren Firma (südlich der Sperrholzfabrik) wurde Ende des 19. Jh. eine Möbelfabrik gebaut. Unter verschiedenen Besitzern wurden erst Spielwaren und Puppenmöbel hergestellt, später Sitzmöbel gefertigt. Das Unternehmen war nach dem Krieg in Besitz der Treuhand und wurde ein paar Jahre nach der Sperrholzfabrik verstaatlicht und mit dieser zusammengeführt. Die Plattenproduktion wurde ausgelagert. Es wurden Schlafraummöbel in verschiedensten Varianten produziert. Das staatliche Unternehmen führte bis 1990 verschiedene Bezeichnungen. Im April 1989 arbeiteten 164 Menschen in der Sperrholz- und Möbelfabrik. Nach 1990 wurde sie geschlossen. Durch ein bayrisches Unternehmen wurde der Betrieb 1992 saniert und stellt heute Kindermöbel her. Der Komplex im Süden wurde durch die Treuhand verkauft. Er befindet sich heute im Privatbesitz, die ehemalige Fabrik ist nahezu abgerissen.
Ein Buchhalter gründete in Böhlen in den 1930er Jahren einen Bekleidungsbetrieb und stellte zunächst Uniformen her. Nach dem Krieg hatte der Betrieb mehrere Besitzer und stellte Oberbekleidung, zuletzt Miederwaren her. Dieser Betrieb wurde nach der Wende geschlossen. Die Gebäude sind abgerissen.
Die Thermometerfabrik ging aus einer seit 1868 bestehenden Holzdrahtweberei an gleicher Stelle hervor. Gewoben wurden hier sogenannte „Vorsteller“, die bemalt wurden und ein Ersatz für Gardinen waren. 1903 wurde mit der Fertigung von Haushaltsthermometern begonnen. 1972 wurde dieser bis dahin privat geführte Betrieb enteignet und in den VEB Thermometerwerk Geraberg eingegliedert. 1990 zog sich dieser Betrieb komplett aus Böhlen zurück, so dass die dort beschäftigten Frauen und Männer die ersten Arbeitslosen der Gemeinde nach der Wende waren. Der Gebäudekomplex beheimatet heute die Thüringische Sommerakademie.
Am 12. Juni 1958 traten einige Kleinbauern in die Landwirtschaftliche Produktionsgenossenschaft (LPG), mit dem Namen „Banner des Friedens“ ein. Bis zum Frühjahr 1960 wurden alle übrigen Landwirte in diese Produktionsgemeinschaft gezwungen. Wer sich der „Kollektivierung“ verweigerte oder nicht gleich anschloss, wurde von den Partei-Agitatoren öffentlich angeprangert und verleumdet. Die über Jahrhunderte gewachsene Kulturlandschaft verlor mit der „Großfeldbewirtschaftung“ ihre Strukturen. Historisch gesehen erwies sich die offiziell am 25. April 1960 für beendet erklärte „Vollkollektivierung“ als Fehlschlag.
Weiterhin gab es in Böhlen den einzigen Hersteller von Eieruhren in der DDR.
Heute pendeln die meisten Einwohner zur Arbeit nach Großbreitenbach oder die Region Ilmenau.

### Verkehr

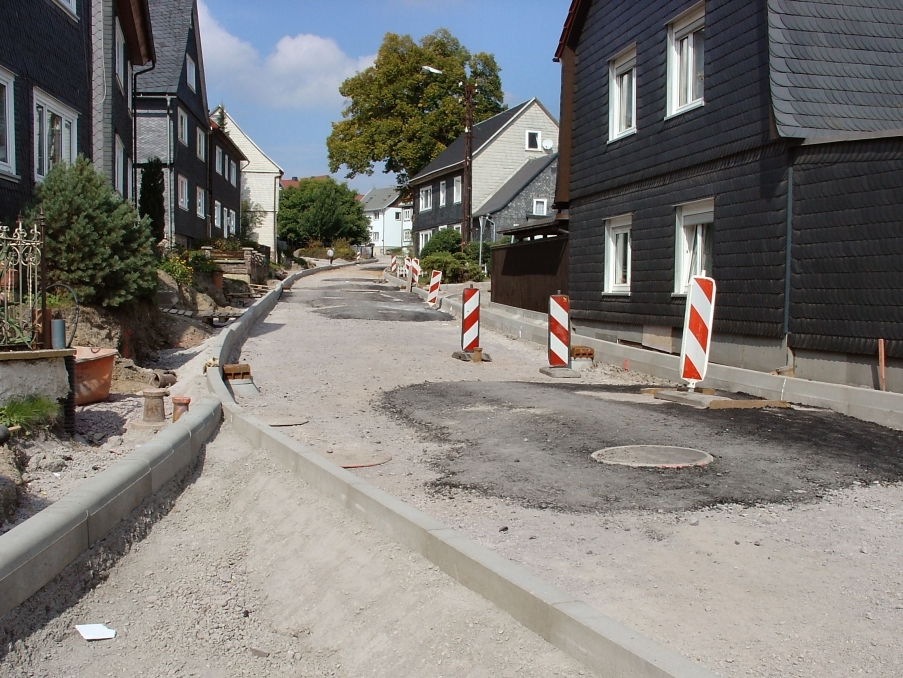
Bau der Ortsdurchfahrt 2006 (typisch für die Region sind die verschieferten Häuser)

Von Böhlen führen Straßen nach Großbreitenbach, Gillersdorf, Wildenspring und Meuselbach-Schwarzmühle. Mit öffentlichen Verkehrsmitteln ist Böhlen per Bus zu erreichen. Der nächste Bahnhof befindet sich an der Schwarzatalbahn im drei Kilometer östlich gelegenen Meuselbach-Schwarzmühle.
- 1854: Bau der Dorfstraße
- 1861/1862: Bau der Straße von Böhlen nach Schwarzmühle
- 1909: Erste Häuser werden in der heutigen Schulstraße gebaut
- 1919/1920; Die Straße nach Schwarzmühle wird erweitert
- 1927: Beginn der Bebauung der Großbreitenbacher Straße
- 1951/1952: Beginn des Baus der Karl-Marx-Straße (Häuser standen bereits)
- 1995/1996: Sanierung der oberen Ortsstraße (umgangssprachlich: Spielstraße)
- 2006 bis 2009: Nach jahrelangen Verschiebungen wurde die Sanierung der Ortsdurchfahrt von Großbreitenbach nach Schwarzmühle durchgeführt

## Söhne und Töchter des Ortes
- Johann Nikolaus Tischer (1707–1774), Barockmusiker und Komponist
- Albrecht Heinze (1921–2014), Ökonom

## Sonstiges

### Ortsgründung
Berthold Sigismund erwähnt, dass die Besiedelung Böhlens und Großbreitenbachs der Sage nach durch Angelsachsen erfolgte.

### Namensherkunft
Die Deutung oder Herleitung des Ortsnamens lässt sich nur vermuten. Mit großer Wahrscheinlichkeit stammt der Name aus dem slawischen Wort bely oder belina in der Bedeutung „weißer, heller Ort“. Er lässt sich aber wahrscheinlich auch vom mittelhochdeutschen Bühel oder vom althochdeutschen Buhil ableiten, was gleichbedeutend mit Buckel oder Hügel im Gelände ist. Dies verdeutlicht sich in der Lage des Ortes zwischen den umliegenden Erhöhungen. Die Namensdeutung in Richtung des deutschen Bühel/Buhil gilt heute als widerlegt. Berthold Sigismund nennt den Ort 1862 bereits Böhlen, erwähnt aber auch die weiteren Bezeichnungen Bieln und Bäln. In der Mundart lautet der Name des Ortes noch heute, fast wie ursprünglich, „Belln“.

### Interessante Geschichten

#### Über die Schule
Auf dem alten Friedhof (zwischen Dorfanger und Kirche) stand früher ein großes Grab der angeblich wohlhabenden Familie Voigt. Ohne Nachkommen gründeten sie eine Stiftung, die Schulkindern eine Unterstützung gewährte. Jährlich wurde am Todestag das Grab dieser Familie geschmückt und dort gesungen. Einer der Bäcker des Ortes buk an diesem Tag extra für jedes Kind einen kleinen Kuchen. Vermutlich nachdem das Geld der Stiftung aufgebraucht war, geriet dieser Brauch in Vergessenheit. Nur noch einige wenige Einwohner kennen diese Form des Brauchtums durch mündliche Überlieferung.

#### Spitzname der Böhlener und sein Hintergrund
In der Region sind die Böhlener unter dem Spitznamen „Foßbsche“ bekannt und werden mitunter auch direkt so angesprochen. Die Foßbsche sind Hausschuhe die in der Vergangenheit in Böhlen hergestellt wurden. Es wurden dazu alte Stoffreste in vielen Lagen übereinander gepackt und mit großen Stichen zusammen gesteppt. Anschließend wurde mit einem Stemmeisen die Form des Fußes ausgestochen. Die Sohle wurde ebenfalls aus diesen Stoffresten hergestellt. Zum Schluss wurde der Schuh noch verschönert, mit Stoff überzogen, die Spitze mit einem Stück Leder geschützt oder der Schaft umnäht. Für Kinder gab es sogar Bommelchen an die Foßbsche. In den 1920er Jahren soll der Bürgermeister mit Foßbschen nach Arnstadt aufs Amt gereist sein.
Der Böhlener Carneval Verein e. V. verwendet den Schlachtruf „Foßbsche Helau“.

#### Not der Leineweber und Auswanderung
Im Jahre 1800 soll in fast jedem zweiten Haus im Ort ein Webstuhl gestanden haben. Die Weber erlitten in der Zeit um 1850 schwerste Schläge. Aufgrund der Erfindung von Webmaschinen und der Industrialisierung waren die Weber nicht mehr konkurrenzfähig. Sämtliche Familien die von der Weberei lebten gerieten in große Not. Die Familien zogen bis nach Königsee, um zu betteln. Im Herschdorfer Kirchenbuch ist zu lesen, dass zwei Böhlener Kinder auf dem Heimweg bei Dröbischau erfroren. Die Not der Weber trieb sie zu Diebstählen und Einbrüchen. 1848 wurde von den Bürgern des Ortes eine freiwillige Polizei aufgestellt. Um 1850 wurde ein Böhlener Wilddieb von einem Gehrener Forstmeister erschossen. 1850 erlebte die Not ihren Höhepunkt. Ein begüterter Böhlener unterbreitete den Vorschlag die verarmten Familien zum Auswandern zu bewegen. Er selbst stellte 300 Taler zur Verfügung. Die verarmten Weber wurden zur Auswanderung geworben und es wurden ihnen sämtliche Kosten der Auswanderung erstattet. Insgesamt betrugen die Kosten für die 155 Auswanderer 1200 Taler.
Die Auswanderung bis Hamburg in Stichworten:
- 8. März 7:00 Uhr Start in Böhlen mit vier Geschirren, von denen jedes 40 bis 50 Zentner wog
- 8:30 Uhr Möhrenbach Schlägerei
- In Möhrenbach ein Fuhrwerk für die zurückgebliebenen Kinder
- Durch Gehren nach Stadtilm, Mittagessen (Schweinefleisch, Wurst)
- In Stadtilm wird der Möhrenbacher Kutscher in die Ilm geworfen
- Neue Geschirre in Stadtilm
- In Tannroda Quartier, aber alle Kneipen voll mit Neugierigen
- Ab Weimar mit dem Zug nach Hamburg

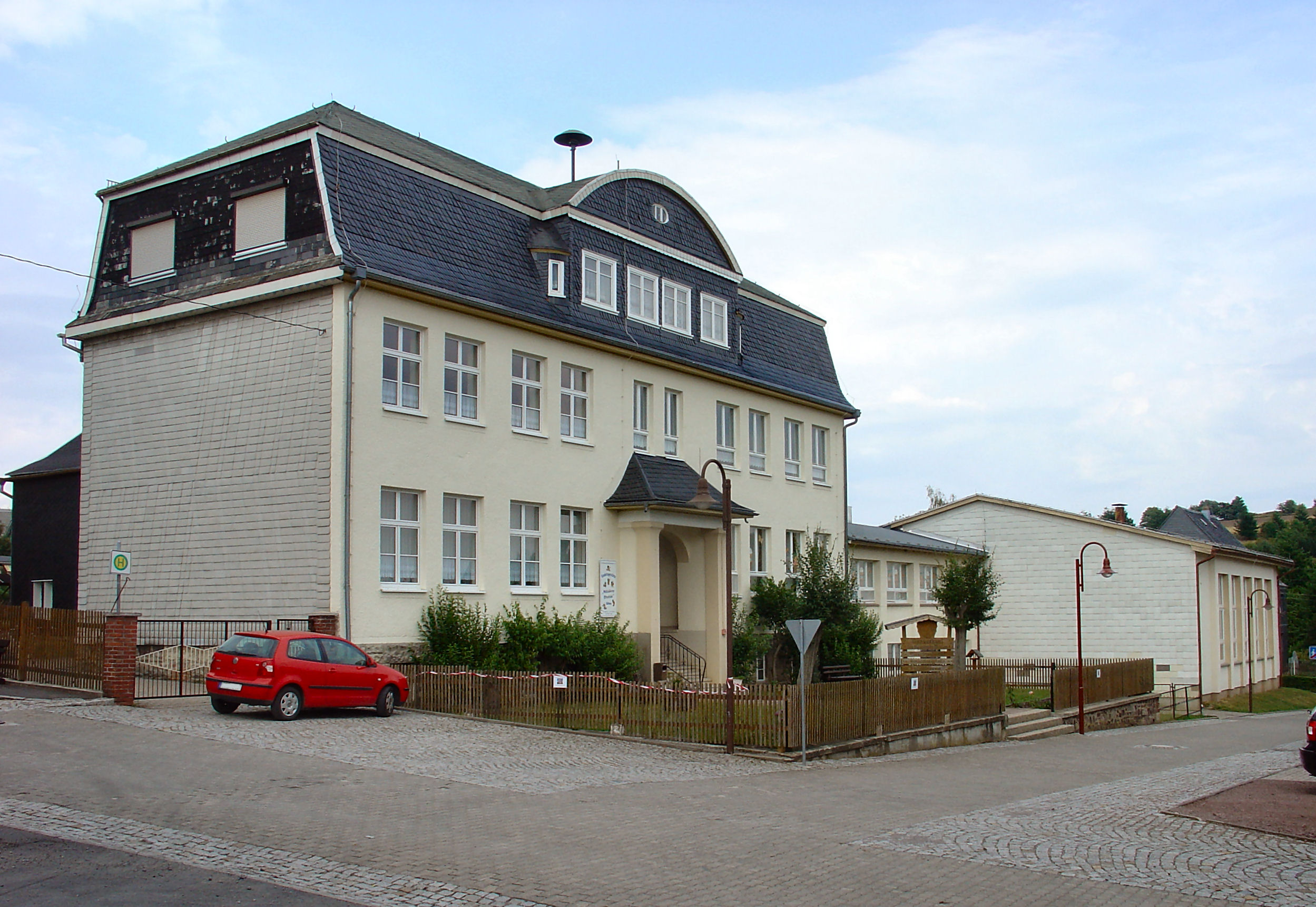
Gemeindehaus in der ehemaligen Schule mit Mehrzweckhalle
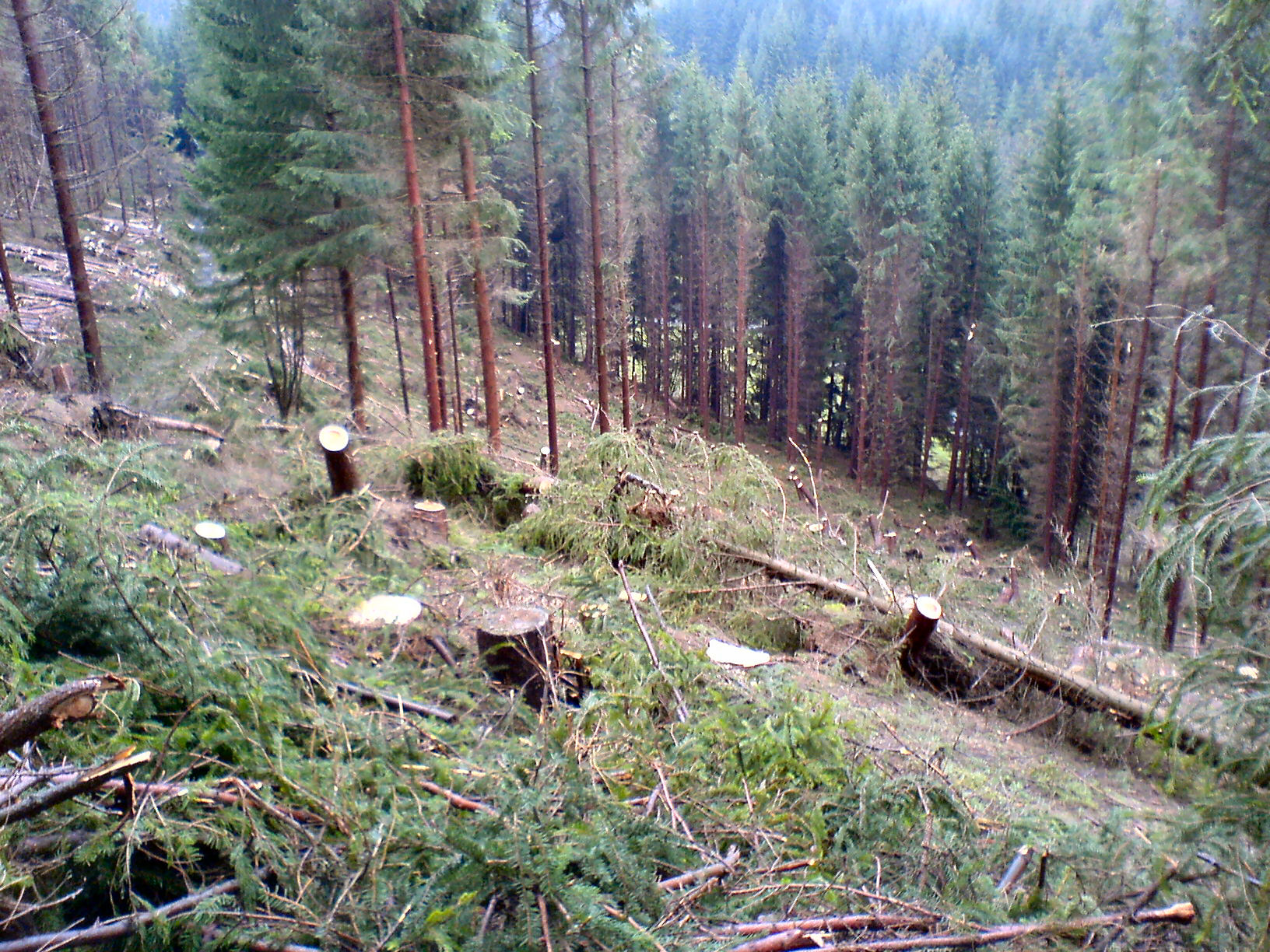
Aufräumarbeiten im Kirchberg nach Durchzug des Orkans Kyrill im Februar 2007
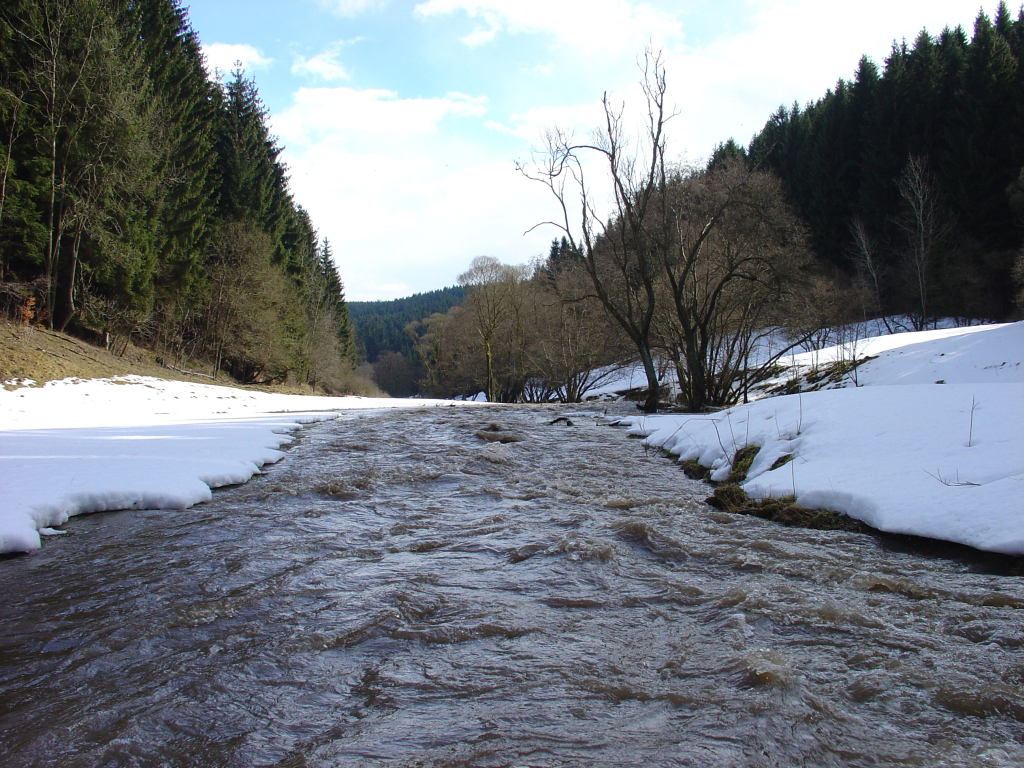
Schneeschmelze im Tal des Breitenbach
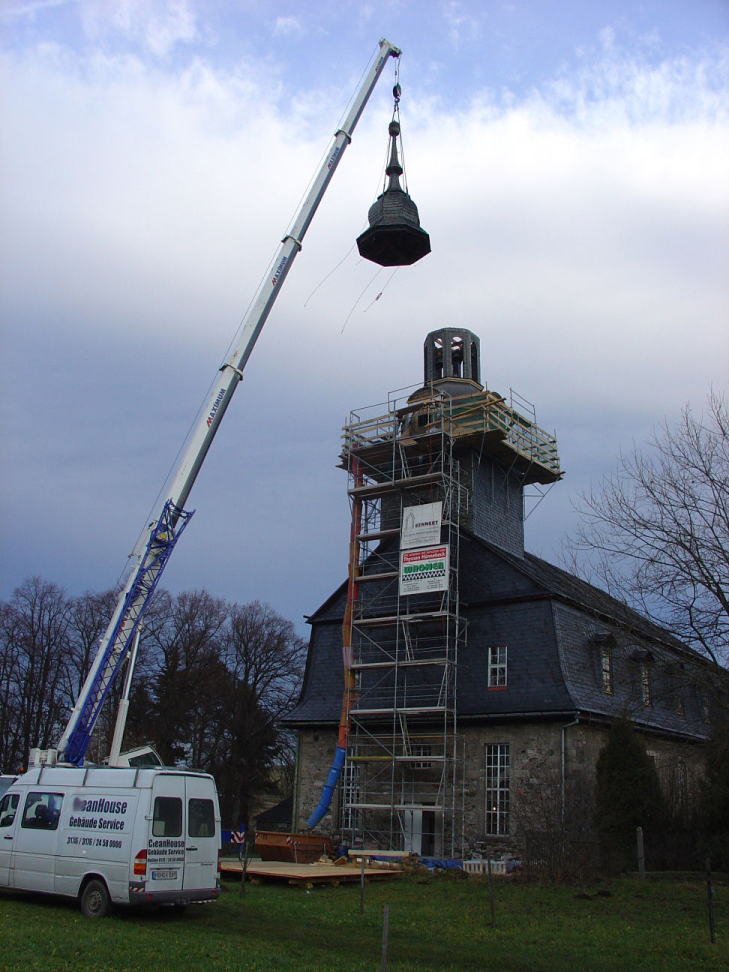
Turmsanierung der St.-Anna-Kirche im Jahr 2006
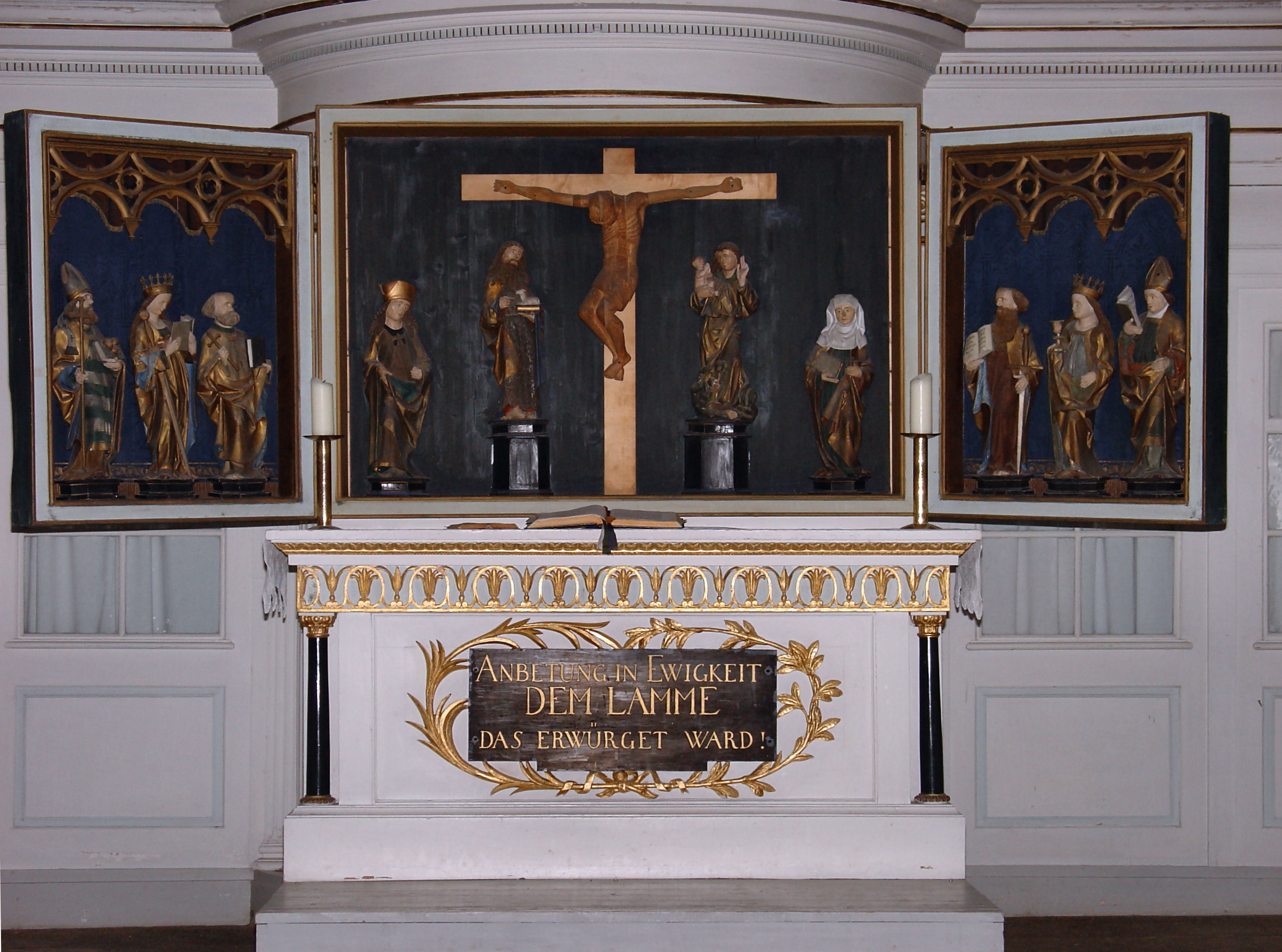
Spätgotischer Flügelaltar der Kirche St. Anna
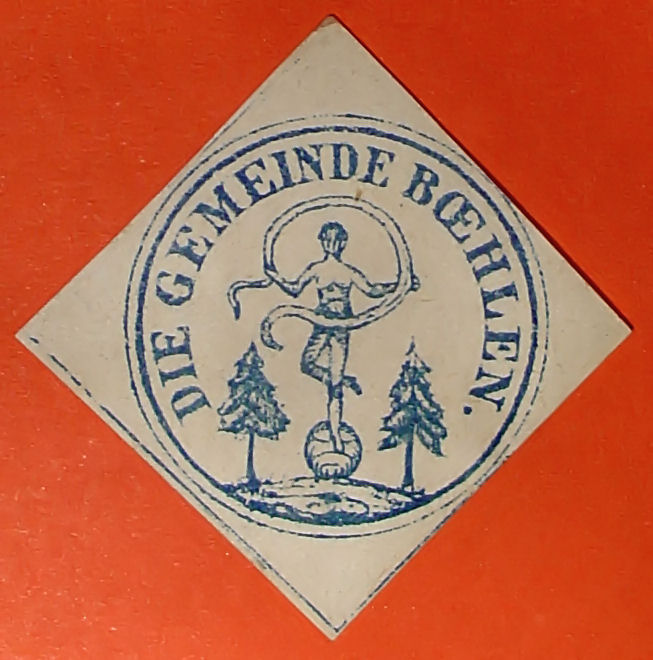
Siegelmarke aus dem 19. Jh.